# Juxtaxanthias
Juxtaxanthias is een geslacht van kreeftachtigen uit de klasse van de Malacostraca (hogere kreeftachtigen).

## Soorten
- Juxtaxanthias intonsus (Randall, 1840)
- Juxtaxanthias lividus (Latreille in Milbert, 1812)
- Juxtaxanthias tetraodon (Heller, 1862)